# دهستان غیزانیه
دهستان غیزانیه، یکی از دهستان‌های بخش غیزانیه شهرستان اهواز در استان خوزستان ایران است. مرکز این دهستان، روستای غیزانیه بزرگ است.

## جمعیت
بر پایه سرشماری عمومی نفوس و مسکن در سال ۱۳۹۵، جمعیت دهستان غیزانیه برابر با ۱۱٬۹۳۸ نفر بوده است.